# Zalužanský rybník
Zalužanský rybník je vodní plocha určená převážně pro chov ryb nebo rybolov, částečně i ke koupání. Nachází se nedaleko Chabařovic a bývalých Zalužan. Jeho rozloha je 3,5 ha.[chybí lepší zdroj] Je napájen z vodní nádrže Kateřina prostřednictvím Zalužanského potoka, odtok je rovněž Zalužanským potokem do jezera Milada.